# Валтер VI од Бријена
Валтер VI од Бријена (око 1304 — 19. септембар 1356) је био француски племић и крсташ. Био је гроф Бријена у Француској, гроф Конверсано и Лече у јужној Италији и претендент на Атинско војводство у франачкој Грчкој.

## Биографија

### Младост у Италији
Валтер је био син грофа Валтера V од Бријена, војводе од Атине, и Жане де Шатијон (умрла 1354. године), ћерке грофа од Порсијена, конетабла француског краља Филипа IV.
Као унук грофа Хјуа од Бријена (ум. 1296. године), био је наследник огромног имања широм Медитерана. Након очеве смрти у бици код Халмироса 15. марта 1311. године, Валтер је постао гроф од Бријена, Лечеа и Конверсана. Међутим, Атинско војводство, осим Аргоса и Науплије, било је преплављено од стране Каталонске компаније, и Валтер је већи део свог живота провео у неуспешној борби да поврати то наследство своје породице. Већи део живота провео је у Италији и Француској и напустио је Аргос-Науплију да би њиме управљали намесници.
Његова мајка грофица Жана водила је енергичну борбу против Каталонаца током његовог малолетства, што је, међутим, имало мало војног ефекта, али га је осиромашило. Да би ојачао своју позицију, гроф Валтер VI је у децембру 1325. године, склопио стратешки брак са Беатричом, синовицом краља Роберта од Напуља и ћерком кнеза Филипа I од Тарента и кнегиње Тамаре Анђел Комнин. У то време, Фиренца је затражила подршку краља Роберта у заштити интереса Гвелфа. у Италији, и изабрао свог сина Карла, војводу од Калабрије, за сињора Фиренце на период од десет година (1326–1336). Готово кнежевски положај Валтера VI на анжујском двору убрзо му је донео именовање за викара Карла од Калабрије, функцију коју је обављао само неколико месеци 1325. године.

### Антикаталонски крсташки рат 1331–1332. године
После 1321. године, гроф Валтер VI је више пута најављивао своју намеру да крене у кампању у Грчку и поврати Атинско војводство, али финансијска ограничења и његове обавезе према краљу Напуља задржале су га у Италији. 1328. године, чак је накратко закључио примирје са Каталонцима. Тако је тек 1330. године, покренута озбиљна акција. У јуну 1330. године, папа Јован XXII је издао крсташку булу за грофа Валтера VI, и наредио прелатима у Италији и Грчкој да проповедају крсташки рат против Каталонаца; убрзо након тога, напуљски краљ Роберт је такође дао подршку крсташком рату и дозволио својим феудалцима да му се придруже. Млечани су, с друге стране, обновили уговор са Каталонцима у априлу 1331.  године. Пловећи из Бриндизија у августу, гроф Валтер VI је прво напао Латинске грофовије Кефалонију и Закинтос и грчку деспотовину Епир, приморавајући их да признају власт краља Роберта. Такође је заузео за себе острво Лефкаду и копнени замак Воница. Одатле је кренуо у инвазију на Атинско војводство кроз северну Беотију, али је његов поход био неуспешан јер су Каталонци избегли битку и повукли се иза зидина Тебе и Атине. Гроф Валтер VI није имао ни трупе да савлада Каталонце, ни новац да издржи продужени рат опсада и исцрпљивања, и није нашао подршку међу домородачким грчким становништвом. До лета 1332. године, било је јасно да је експедиција пропала, и гроф Валтер VI се вратио у Бриндизи, оптерећен још озбиљнијим дуговима.
У својим новим грчким поседима Лефкади и Воници, гроф Валтер VI је у почетку именовао низ француских кастелана. Године 1343. поставио је за гувернера Лефкаде Венецијанца Грацијана Зорзија, који је помогао у финансирању његове експедиције из 1331. године, и који јој се сам придружио. Зорзи се показао успешним у овој улози, и у октобру 1355. године, гроф Валтер VI му је доделио Лефкаду и Воницу као феуд.

### Владар Фиренце
Такође је заузео своје земље у Француској, и био је краљев поручник у Тијераху 1339. године. Жена му је умрла 1340. године, а вратио се у Италију 1342. године, када га је фирентинска владајућа класа богатих трговаца позвала да управља градом. Од 1339. године, Фиренца је била у загрљају тешке економске кризе изазване огромним енглеским дуговима фирентинским банкама и астрономским јавним дуговима насталим у покушају да се оближњи град Лука добије од њеног веронског господара, Мастина дела Скале. Фирентинско племство је тражило од страних сила да реши наизглед немогуће финансијске проблеме града и нашло је савезника у грофу Валтеру VI од Бријена. Иако је владајућа класа позвала грофа Валтера VI да влада на ограничено време, нижи слојеви, којима је дојадила неспособност Валтерових претходника, неочекивано су га прогласили доживотним сињором.
Гроф Валтер VI је владао деспотски, игноришући или директно супротстављајући се интересима исте трговачке класе која га је довела на власт. „Атински војвода“ је Фирентинцима наметнуо оштре економске корекције, укључујући паушалну порезну естимо и престанце, одлагање градске отплате кредита изнуђених од имућнијих грађана. Ове мере су наљутиле Фирентинце и помогле у ублажавању фискалне кризе која је трајала годинама. После само десет месеци, сињорија грофа Валтера VI од Бријенa прекинута је завером. Гроф Валтер VI не само да је био приморан да поднесе оставку на функцију, већ је морао да бежи из Фиренце како би спасао живот.

### Касније живот и смрт
Године 1344. оженио се Жаном, ћерком Раула I од Бријена, грофа од Еу. Имали су две ћерке, Жану и Маргариту, обе су умрле младе. Пошто није имао преживелу децу, било је очигледно да ће сестрино потомство наследити његову имовину и претензије. Постављен је за констабла Француске 1356. године, и у том својству је погинуо 19. септембра 1356. године, у бици код Поатјеа. Његове титуле и претензије наследили су сестра Изабела и њени синови. Када је наследство подељено након смрти грофа Валтера VI, Сојер д'Енгхиен је добио титулу војводе од Атине и грофовије Бријен. Жан је добио грофовију Лече, Луј је постао гроф од Конверсанa, док је Ги добио господство Аргоса и Науплије.

## Културно наслеђе
„Војвода од Атине“ који се појављује у седмој причи Другог дана Декамерона као један од девет љубавника ћерке султана од Вавилона, иако није историјски тачан, вероватно је сатирична алузија на грофа Валтера VI – његова кратка, али незаборавна диктатура у Фиренци се догодила мање од десет година пре писања "Декамерона".